# GeForce

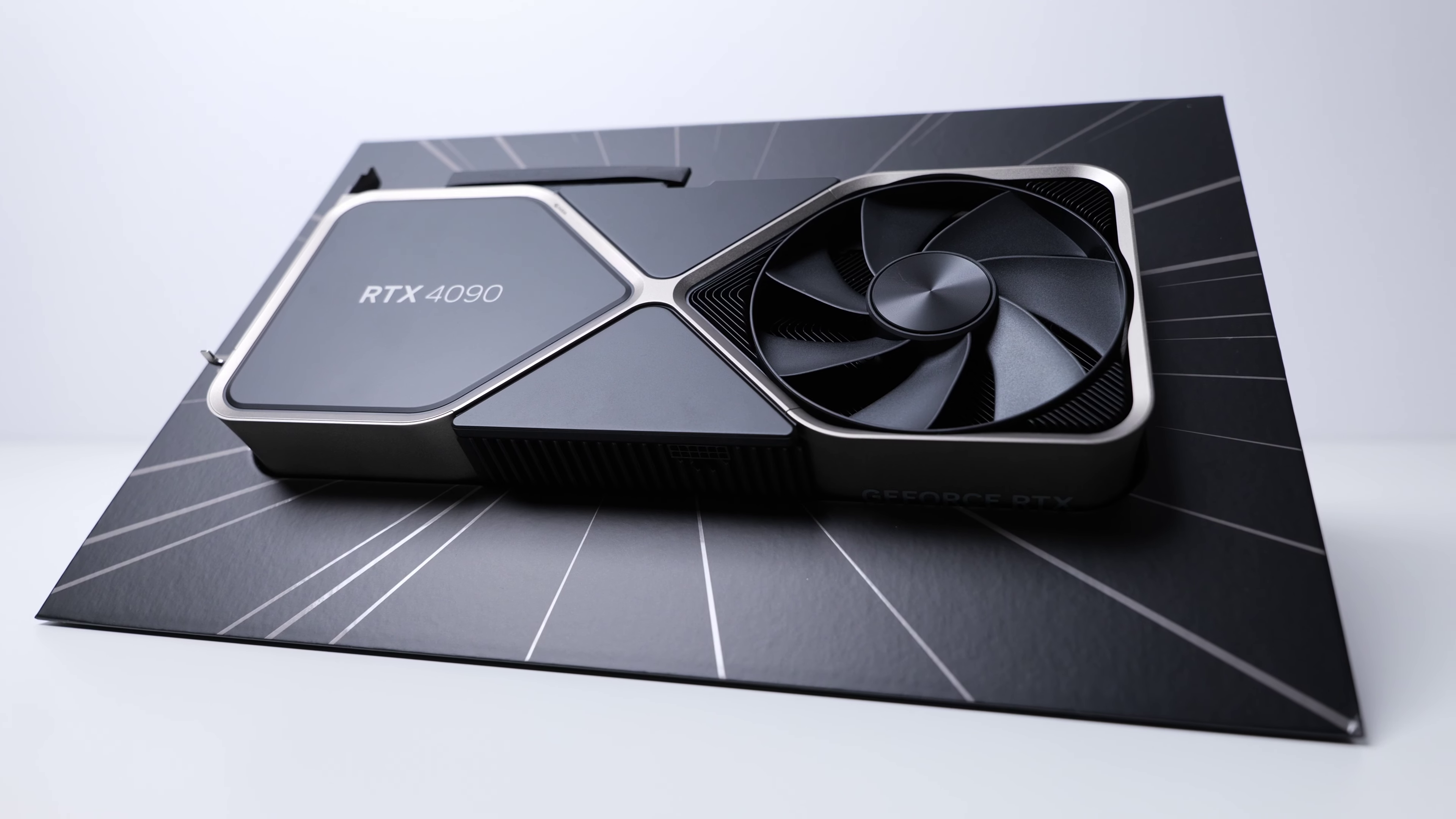
Karta graficzna Nvidia GeForce RTX 4090 Founders Edition, wydana w 2022 roku

GeForce (od ang. Geometry Force) – marka procesorów graficznych produkowanych przez firmę Nvidia. Pierwsze produkty GeForce były przeznaczone dla wąskiej grupy społeczności graczy, lecz później firma rozszerzyła ofertę, by zająć wszystkie poziomy rynku kart graficznych. Wydanych zostało osiemnaście generacji układów GeForce, poczynając od GeForce 256, a kończąc na najnowszych układach z serii 50.

## Nazewnictwo
Nazwa GeForce została wybrana w drodze konkursu ogłoszonego przez firmę NVIDIA.
Schemat nazewnictwa układów GeForce zmieniał się w czasie. Produkty były pozycjonowane poprzez oznaczenia w postaci liczby i postfiksu. 
Początkowo firma stosowała głównie oznaczenia w postaci postfiksów. GTS, Ultra oraz Pro w przypadku układów GeForce 2 oznaczające modele wysoko wydajne lub przeznaczone na rynek masowy. MX w przypadku układów GeForce 2 oraz GeForce 4 dla układów na rynek ekonomiczny. Ti występujące też z oznaczeniem liczbowym, w przypadku GeForce 2, GeForce 3 oraz GeForce 4. Ponadto seria GeForce 3 występowała w późniejszym okresie produkcji jako GeForce 3 Titanium w wersji Ti 200 (wolniejszej) i Ti 500 (szybszej).
Od piątej generacji układów, czyli GeForce FX, głównym kryterium określającym wydajność karty jest oznaczenie liczbowe, a postfiksy (np. GT, Ti) mają znaczenie drugorzędne. Pierwsza cyfra jest numerem generacji, np. 7800 należały do siódmej, kolejna cyfra (inna niż zero) oznacza grupę modeli. Układy z cyframi 1, 2, 3, 4 oraz 5 (np. 720) są przeznaczone na rynek ekonomiczny; cyfry 6 i 7 sygnalizują droższe modele o większej wydajności; zaś cyfry 8 i 9 pozycjonują produkt jako jeden z najbardziej wydajnych. 

## Modele

### GeForce 256
Wydany w sierpniu 1999. Luksusowy GeForce 256 znany także jako po prostu GeForce był najbardziej wydajną kartą graficzną w tym czasie. Był to pierwszy chip obsługujący T&L, chociaż gry obsługujące ową technologię pojawiły się dopiero później. Pierwsze karty GeForce 256 były wyposażone w pamięć SDRAM, lecz późniejsze posiadają pamięć DDR.

### GeForce 2
Wydany w kwietniu 2000. Pierwszy GeForce 2 (GTS) był wysoko wydajnym chipem graficznym. Dublując szybkość swojego poprzednika, GTS został liderem wydajnościowym ponad produktami konkurencji – Radeona ATI oraz Voodoo 5 5500. Później, NVIDIA wydała wersję ekonomiczną karty – GeForce 2 MX. Wersja MX karty miała zablokowane dwa potoki renderujące względem dostępnych czterech w standardowej wersji GTS. Dostępne w kilku wersjach, MX został jedną z najlepiej sprzedających się kart graficznych. Szybsze wersje GeForce-a 2 były również wydane, pod nazwą Pro i Ultra.

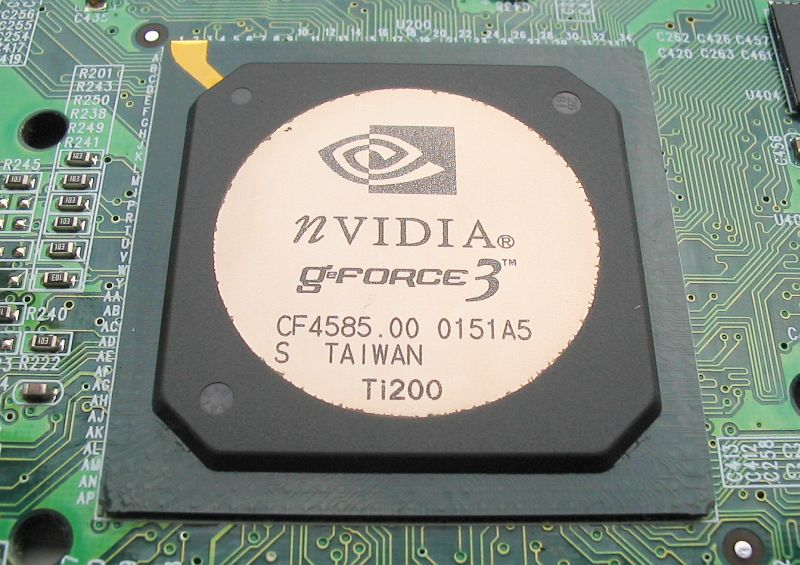
Procesor GeForce3 Ti 200

### GeForce 3
Wydany w lutym 2001. Karta wprowadzała obsługę DirectX 8.0 i miała dobrą wydajność i obsługę shaderów. Procesor graficzny pochodzi od GeForce2 Ultra ze względu na wyższe taktowanie rdzenia GF2 Ultra. Jednakże wyprzedza on wydajnością GF2 Ultra na wyższych rozdzielczościach oraz przy włączonym antyaliasingu. Technologia wyprodukowana dla GF3 została z czasem wykorzystana w konsoli Xbox Microsoftu. Pierwotna wersja karty została potem zmodyfikowana na wersję Ti 200 oraz szybszą – Ti 500.

### GeForce 4
Wydany w lutym 2002. Wydajna GeForce4 Ti była dużym skokiem wydajnościowym w stosunku do GF3. Z czasem nowy członek rodziny – GeForce4 MX – wzbudził kontrowersje ze względu na znacznie mniejszą wydajność. Komentatorzy krytykowali nazwę produktu, dlatego że układom GeForce 4 MX pod względem budowy bliżej było do "podkręconego" GeForce 2. Karta sprzedała się w ogromnej liczbie egzemplarzy, głównie ze względu na etykietkę "GeForce 4". Jednak karta uznawana była także jako ekonomiczna wersja karty do grania, pomimo braku technologii shaderów.

### GeForce FX
Wydany w listopadzie 2002. Karty FX nie miały dobrego startu ze względu na problemy z produkcją. Były także obiektem kontrowersji, kiedy odkryto, że NVIDIA „zoptymalizowała” sterowniki pod 3DMarka 2003, popularnego benchmarka używanego do porównywania kart graficznych. Firma nalegała żeby media używały „oficjalnych” sterowników. Programiści tak napisali sterowniki aby forsowały 3D Marka, dając lepszy wynik. Dzięki temu firma mogła pokazać wyższość ich chipsetu nad tym z serii Radeona 9x00 firmy ATI. Wskutek tego wiele stron pominęło test 3D Marka 2003 dla kart FX, ze względu na małą wiarygodność.
Chipy te obsługują DirectX 9.0. Mimo tego, w operacjach DX 9 okazuje się bardzo wolny. Występują też problemy z jakością obrazu – optymalizacje sterowników poczynione przez NVIDIA mające na celu zwiększenie wydajności sprawiają, że cierpi jakość antyaliasingu oraz filtrowania anizotropowego (chociaż w tym drugim przypadku nie jest jeszcze tak źle). Architektura potoków zdefiniowana jako 4x2 w przypadku najszybszych wersji, m.in. GF FX 5800/5900/5950U, a nie jak NVIDIA wcześniej informowała, 8x1 – przez co układy mają niższe osiągi od kart konkurencji (patrz Radeon 9700/9800 Pro) i znacznie niższe od układów szóstej generacji (np. GF 6800 GT/Ultra).
Karta FX posiadają następujące wyjścia:
- DVI-I – złącze cyfrowe
- S-Video – wyjście telewizyjne
- D-Sub – wyjście do podłączenia monitora analogowego

Karty obsługują rozdzielczości od 320x200 do 2048x1536. Maksymalna częstotliwość odświeżania monitora do 240 Hz.

### GeForce 6

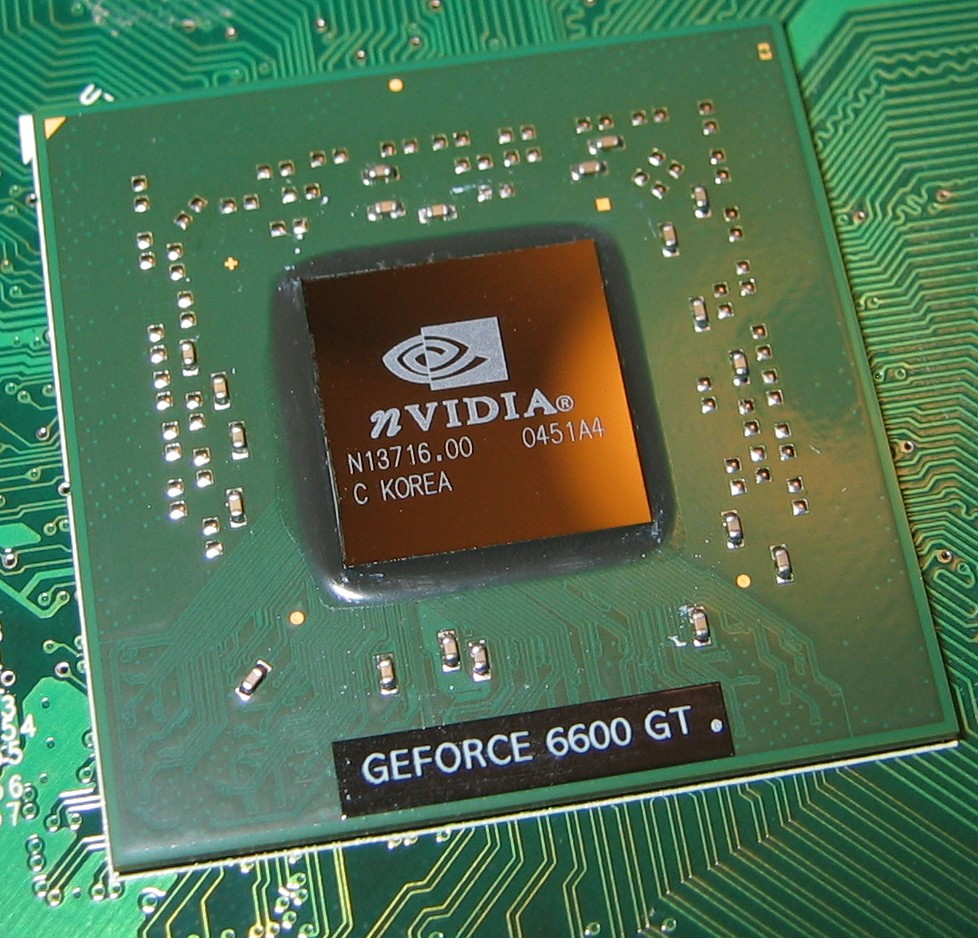
Procesor GeForce 6600GT

Wydany w kwietniu 2004. Obsługuje Vertex Shader 3.0 oraz Pixel Shader 3.0. W stosunku do swojego poprzednika poprawiono wydajność shaderów oraz wprowadzono możliwość pracy w trybie SLI. Ponadto obsługuje technologię HDR, posiada 16-krotne filtrowanie anizotropowe. Na rodzinę GeForce 6 składają się układy o nazwach kodowych NV 40, NV41, NV42, NV43, NV44 oraz NV44a.

### GeForce 7
Wydany w czerwcu 2005 roku. Nie jest on dużym postępem architektonicznym w stosunku do poprzednika, jest to tylko lekko udoskonalony GF 6. GF 7 oferuje nowe tryby przeźroczystości (TSAA i TMAA), polepszoną szybkość renderowania oraz zmniejszoną ilością używanej energii. Początkowo w czerwcu 2005 r. zostały wydane tylko 3 wersje:
- Geforce 7800
- Geforce 7800 GTX
- Geforce 7800 GT

Na przełomie 2005 i 2006 roku wprowadzono też 7300. W czerwcu 2006 roku wprowadzono Geforce 7900 GTX 512 MB oraz technologie łączenia 4 układów graficznych (Quad-SLI) realizowaną po raz pierwszy przez dwie karty Geforce 7950GX2. Miała to być odpowiedź na CrossFire ATI.
Karty tej serii posiadają funkcje SM3.0. Domyślne taktowanie 7800 GTX to 486/1350 MHZ.

### GeForce 8
Wydana 8 listopada 2006 roku zupełnie nowa architektura o nazwie kodowej G80 (Tesla). Jest to pierwsza na świecie seria procesorów obsługująca DirectX 10. Najważniejszą zmianą jest połączenie jednostek pixel i vertex shader w standardzie "unified shaders" co wcześniej uczyniło ATI w GPU do Xboxa 360. Mogą one również przetwarzać fizykę w grach. Dokonano zmiany w dotychczasowej metodzie wygładzania krawędzi. Zamiast Full Scene Anti-Aliasing wprowadzono metodę CSAA, której wydajność dorównuje 16x FSAA przy jednoczesnym odciążeniu GPU i spadku jakości wygładzania (filtrowanie nie obejmuje całego obrazu). Na rynku dostępne są na razie modele: 8800GTX z 128 shaderami i 768 MB RAM na 384 bity, 8800GTS z 96 shaderami i 320/640 MB RAM na 320 bitów, 8500GT 256 MB – 16 shaderów 128 bit, 8600GT 256 MB – 32 shadery 128 bit oraz 8600GTS 256/512 MB – 32 shadery 128 bit. Pod koniec października 2007 roku NVIDIA zaprezentowała nową kartę graficzną GeForce 8800GT wytwarzaną w procesie 65 nm o architekturze G92, karta ma 112 shaderów i jest dostępna w dwóch wersjach 512 i 256 MB RAM w 256-bitowej architekturze. Karta ta wersją z 512 MB pamięci dorównuje wydajnością 8800GTX.

### GeForce 9
Dziewiąta generacja kart graficznych z serii GeForce (Geometry Force), opartych na układzie poprzedniej generacji: G92a/b oraz nowe: G94 i G96. Rodzina tych kart składa się z modeli wyższego segmentu high-end: GeForce 9800 GX2, 9800GTX+, 9800GTX oraz nieco wolniejszego GeForce 9800GT, a także segmentu średniego "mid-range": 9600GT, 9600GSO oraz tzw. low – end: 9500 GT i 9400GT.
W kartach tej serii po raz pierwszy zastosowano proces technologiczny 55 nm, choć produkowane są również egzemplarze w technologii 65 nm.

### GeForce 100
Generacja ta obejmuje rebrandowane procesory w architekturze Tesla. Obsługuje m.in. DirectX 9 i 10. Ta seria była dostępna tylko dla producentów OEM, przez co jest rzadko spotykana. Do tej serii należą: GeForce G100, Geforce GT 120, Geforce GT 130 oraz Geforce GTS 150.

### GeForce 200
Jedenasta generacja kart GeForce. Została wprowadzona na rynek 17 czerwca 2008 roku. Nvidia wprowadziła dziewięć kart z tej serii, a mianowicie GeForce GTS 250, GeForce GTX 260 (Dwie wersje. Pierwsza w technologii 65 nm i ze 192 procesorami strumieniowymi oraz druga, nowsza, w technologiach 65 nm i 55 nm z 216 procesorami strumieniowymi) i szybszą GeForce GTX 280, której to premiera miała miejsce 17 czerwca oraz GeForce GTX 275 (55 nm), GeForce GTX 285 (55 nm) i GeForce GTX 295. Układy są produkowane w procesie technologicznym 65 nm oraz 55 nm. Z tańszych kart tej serii można wymienić GeForce GT 210, GeForce GT 220 oraz GeForce GT 240.

### GeForce 300
Kolejna generacja niedostępna jako oddzielny zakup, sprzedawana tylko producentom OEM. Tak jak rodzina GeForce 100, są to rebrandowane procesory poprzedniej generacji, wykonane w architekturze Tesla. Popularna w laptopach (z literą M na końcu). W tej serii pojawiły się m.in. GeForce GT 310, GeForce GT 320, GeForce GT 330, GeForce GT 340.

### GeForce 400
Pierwsza rodzina kart graficznych wykorzystująca układy oparte na architekturze Fermi. Pierwsza seria kart GeForce obsługująca DirectX 11. Jej przedstawicielami są GTX 480, GTX 470, GTX 465, GTX 460, GTS 450, GT 440, oraz GT 430 (DDR3). Układy były produkowane w procesie technologicznym 40 nm i korzystają z pamięci DDR5.

### GeForce 500
Czternasta seria kart od NVIDII oparta na odświeżonej architekturze Fermi. Jej przedstawicielami są: GeForce GTX 590, GTX 580, GTX 570, GTX 560 Ti, GTX 560 SE, GTX 560, GTX 550 Ti, GT 545, GT 530 oraz GT 520. Podstawowe wsparcie dla kart z serii 500 zostało zakończone w marcu 2018 roku.

### GeForce 600
Pierwsza rodzina kart graficznych wykorzystująca układy oparte na architekturze Kepler. Karty te działają na interfejsie PCI Express 3.0. Wykonywane są w procesie technologicznym 28 nm. Karty tej serii to: GT 640, GTX 650, GTX 650 Ti, GTX 650 Ti BOOST, GTX 660, GTX 660 Ti, GTX 670, GTX 680, GTX 690, 610M a także oparte na architekturze Fermi i wykonywane w procesie 45 nm: GT 620, GT 630.

### GeForce 700
Szesnasta generacja kart graficznych oparta na odświeżonej architekturze Kepler, architekturze Maxwell. Pierwsze układy dla urządzeń mobilnych miały premierę w kwietniu 2013 roku. Do tej pory reprezentowana jest przez układy: GTX Titan, GTX Titan Black, GTX Titan Z, GTX 780 Ti, GTX 780, GTX 780M, GTX 770 Ti (Tylko wersje OEM), GTX 770, GTX 770M, GTX 765M, GTX 760 Ti, GTX 760, GTX 760M, GTX 750 Ti, GTX 750 Ti 4GB, GTX 750, GT 755M, GT 750M, GT 745M, GT 740M, GT 735M, GT 730M, GT 720M, GT 720, GT 710, GT 705.

### GeForce 900
Generacja kart graficznych firmy NVIDIA, opartych na architekturze Maxwell. Ich premiera miała miejsce we wrześniu 2014 roku. Karty graficzne z serii 900 obsługują DirectX 12 oraz OpenGL 4.5. Do tej pory powstało 6 układów z tej serii w klasie desktop (komputery stacjonarne): GTX 950, GTX 960, GTX 970, GTX 980, GTX 980Ti, GTX TITAN X, oraz 7 układów z tej serii do notebooków: GTX 940M, GTX 950M, GTX 960M, GTX 965M, GTX 970M, GTX 980M oraz GTX 980 (bez charakterystycznej dla laptopów litery "M").

### GeForce 10
Seria kart GeForce wykorzystująca po raz pierwszy architekturę Pascal. W kartach graficznych tej serii zastosowano pamięci GDDR5X (wykorzystywana przez model GTX 1080 i GTX 1080 Ti) i GDDR5 (wykorzystywana przez słabsze modele). Do produkcji kart wykorzystano technologię FinFET w procesie 16 nm. Aktualnie powstało 11 kart: GeForce GT 1030, oraz GTX 1050 2GB, GTX 1050 3GB, 1050Ti 4GB, 1060 3GB, 1060 5GB, 1060 6GB, 1070, 1070Ti, 1080, 1080Ti. Powstała również karta graficzna bez przedrostka GTX, Nvidia TITAN X Pascal oraz jej następczyni, Nvidia TITAN XP z nieco lepszymi osiągami. Nvidia w tej serii kart graficznych kładzie nacisk na konfigurację SLI pomijając 3-way SLI i 4-way SLI.
Wydane są także karty w wersji mobilnej (M), przeznaczone m.in. do notebooków.

### Geforce 20 oraz 16
W sierpniu 2018 roku Nvidia ogłosiła następcę Pascala na układach GeForce. Nowa nazwa mikroarchitektury została ujawniona jako „Turing” na konferencji Siggraph 2018. Ta nowa mikroarchitektura GPU ma na celu przyspieszenie obsługi ray tracingu w czasie rzeczywistym i wnioskowania AI. Zawiera nową jednostkę Ray Tracing (RT Core), która może przeznaczyć procesory do sprzętowego śledzenia promieni. Obsługuje rozszerzenie DXR w Microsoft DirectX 12. Nvidia twierdzi, że nowa architektura jest do 6 razy szybsza niż starsza architektura Pascal. Całkowicie nowy projekt rdzenia Tensor od czasu Volta wprowadza przyspieszenie uczenia głębokiego AI, które pozwala na wykorzystanie DLSS (Deep Learning Super Sampling), nowej formy antyaliasingu, która wykorzystuje sztuczną inteligencję, aby zapewnić wyraźniejsze obrazy przy mniejszym wpływie na wydajność. Zmienia również swoją jednostkę wykonawczą dla liczb całkowitych, która może być wykonywana równolegle ze ścieżką danych zmiennoprzecinkowych. Zapowiedziano również nową, ujednoliconą architekturę pamięci podręcznej, która podwaja przepustowość w porównaniu z poprzednimi generacjami. Nowe procesory graficzne zostały ujawnione jako Quadro RTX 8000, Quadro RTX 6000 i Quadro RTX 5000. Wysokiej klasy Quadro RTX 8000 zawiera 4 608 rdzeni CUDA i 576 rdzeni Tensor z 48 GB pamięci VRAM. Później, podczas konferencji prasowej Gamescom, dyrektor generalny firmy NVIDIA, Jensen Huang, zaprezentował nową serię GeForce RTX z RTX 2080 Ti, 2080 i 2070, która będzie wykorzystywać architekturę Turing. Pierwsze karty Turinga miały być wysłane do konsumentów 20 września 2018 r. Nvidia ogłosiła RTX 2060 6 stycznia 2019 na targach CES 2019. 2 lipca 2019 roku Nvidia ogłosiła linię kart GeForce RTX SUPER, odświeżenie serii 20, która obejmuje wersje RTX 2060, 2070 i 2080 o wyższej specyfikacji. RTX 2070 i 2080 zostały wycofane. W lutym 2019 roku Nvidia ogłosiła serię GeForce 16. Opiera się na tej samej architekturze Turing, co w serii GeForce 20, ale pomija rdzenie Tensor (AI) i RT (ray tracing) unikalne dla tej ostatniej na korzyść zapewnienia bardziej przystępnego cenowo rozwiązania graficznego dla graczy, przy jednoczesnym zachowaniu wyższej wydajności w porównaniu z odpowiednimi kartami poprzednich generacji GeForce. Podobnie jak w przypadku odświeżenia RTX Super, Nvidia 29 października 2019 roku ogłosiła karty GTX 1650 i 1660 SUPER, które zastąpiły ich odpowiedniki inne niż SUPER.

### GeForce 30
W 2020 roku Nvidia ogłosiła wyjście nowej serii kart graficznych 3xxx. Miała ona poprawić działanie ray tracingu i zoptymalizować jego działanie, ponadto oferuje ona w największej wersji 24 GB VRAM GDDR6X. Aktualnie na rynku dostępne są karty o nazwach: 
- RTX 3050,
- RTX 3050 Ti (tylko w wersji mobilnej - chip przeznaczony do laptopów),
- RTX 3060,
- RTX 3060 Ti,
- RTX 3070,
- RTX 3080,
- RTX 3080 Ti[4]
- RTX 3090[5] w wersji standardowej oraz LHR (Low Hash Rate) z obniżoną wydajnością przy kopaniu kryptowaluty Ethereum[6].

Dostępne są również laptopy z kartami graficznymi z serii RTX 3000 - RTX 3080, RTX 3070, RTX 3060, RTX 3050 Ti oraz RTX 3050 o niższym poborze mocy od standardowych kart.

### GeForce 40
We wrześniu 2022 Nvidia zapowiedziała nową serię kart graficznych 4xxx. Pierwszy model, RTX 4090 został wypuszczony na rynek 12 października tego samego roku. Aktualnie na rynku dostępne są karty o nazwach: 
- RTX 4050 (tylko w wersji mobilnej - chip przeznaczony do laptopów),
- RTX 4060,
- RTX 4060 Ti, (dostępny z 8GB lub 16GB VRAM'u)
- RTX 4070,
- RTX 4070 SUPER,
- RTX 4070 Ti,
- RTX 4070 Ti SUPER,
- RTX 4080,
- RTX 4080 SUPER,
- RTX 4090,
- RTX 4090 D.

### GeForce 50
Osobny, anglojęzyczny artykuł: GeForce 50. ([Nota edytora]: Hiperłącza związane z pojęciami obok i poniżej, są zewnętrznymi odnośnikami do anglojęzycznych artykułów wikipedii, z racji iż nie istnieją takie artykuły w języku polskim.)
Karty GeForce 50 zadebiutowały 30 stycznia 2025. W raz z tą generacją, karty otrzymały nową generację VRAM'u - GDDR7, w którą są wyposażone wszystkie modele, a także nowy generator klatek DLSS 4. Zbudowane są na architekturze Blackwell Aktualnie na rynku dostępne są karty o nazwach:
- RTX 5050,
- RTX 5060,
- RTX 5060 Ti, (dostępny z 8GB lub 16GB VRAM'u)
- RTX 5070,
- RTX 5070 Ti,
- RTX 5080,
- RTX 5090,
- RTX 5090 D.